# Margot Becke-Goehring
Margot Becke-Goehring (Olsztyn, Prússia Oriental, 10 de junho de 1914 – Heidelberg, 14 de novembro de 2009) foi um química alemã.
Obteve um doutorado em 1938, orientada por Hellmuth Stamm. 
Recebeu o Prêmio Memorial Alfred Stock de 1961. Em 1966 foi reitora da Universidade de Heidelberg, a assim a primeira mulher a ser reitora de uma universidade na Alemanha Ocidental.
Dentre seus doutorandos consta Ekkehard Fluck, com quem escreveu em 1961 um livro sobre análise quantitativa.

## Publicações selecionadas
- Die Kinetik der Dithionsäure (Tese 1938)
- Über die Sulfoxylsäure (Habilitação 1944)
- Kurze Anleitung zur qualitativen Analyse (1961)
- Praktikum der qualitativen Analyse (1967)
- Komplexchemie (1970)
- com Ekkehard Fluck: Einführung in die Theorie der quantitativen Analyse, 6. edição, Darmstadt: Steinkopff 1980 (lançado em 1961)
- Margot Becke-Goehring, Dorothee Mussgnug: Erinnerungen - fast vom Winde verweht. Universität Heidelberg zwischen 1933 und 1968. Verlag Dieter Winkler, Bochum 2005